# Nowy Dwór Królewski
Nowy Dwór Królewski is een dorp in het Poolse woiwodschap Koejavië-Pommeren, en onderdeel van de gemeente Papowo Biskupie. De plaats telt ongeveer 200 inwoners.